# Sotresgudo
Sotresgudo é um município da Espanha na província de Burgos, comunidade autónoma de Castela e Leão, de área 172,11 km² com população de 578 habitantes (2007) e densidade populacional de 3,75 hab/km².

## Demografia
| Variação demográfica do município entre 1991 e 2004 | Variação demográfica do município entre 1991 e 2004 | Variação demográfica do município entre 1991 e 2004 | Variação demográfica do município entre 1991 e 2004 |
| --------------------------------------------------- | --------------------------------------------------- | --------------------------------------------------- | --------------------------------------------------- |
| 1991                                                | 1996                                                | 2001                                                | 2004                                                |
| 833                                                 | 800                                                 | 683                                                 | 645                                                 |